# Japanischer Blatttang
Der Japanische Blatttang (Saccharina japonica, Syn.: Laminaria japonica), auch Seekohl ist eine Braunalgenart, aus der Gattung der Saccharina, die als Hauptquelle des Nahrungsmittels Kombu die wichtigste essbare Seetangart darstellt.

## Merkmale
Der Thallus des japanischen Blatttangs gliedert sich in das mit Hapteren (Krallen) am Boden verankerte Rhizoid, einen kurzen, länglich-runden Stiel und ein unverzweigtes Phylloid. Dieses ist meist einen Meter lang und 10 bis 20 Zentimeter breit und erreicht maximal etwa 6 Meter Länge und 40 Zentimeter Breite. Es ist in der Mitte verdickt und am Rand so stark gewellt, dass es sich selbst teilweise überlappt. Die Verdickung des Phylloids ist tiefgrün, die Spreite olivbraun gefärbt.

## Verbreitung
Der Japanische Blatttang kommt im gemäßigten Kaltwasser der Küsten Koreas, Chinas, Japans und Russlands im  Nordpazifik vor. Versehentlich eingeführt wurde die Art im französischen Étang de Thau.

## Lebensweise
Japanischer Blatttang wächst auf Felsen oder anderen festen Oberflächen des Sublitorals in Tiefen bis etwa 10 Metern. Bei Temperaturen über 23 °C stirbt der größte Teil des Phylloids ab, kann sich aber nach dem Sommer bei wieder fallenden Temperaturen aus der verbleibenden Basis regenerieren. Im Herbst bildet die Spreite Sporangien und stirbt nach der Freisetzung der Zoosporen ab.

## Nutzung

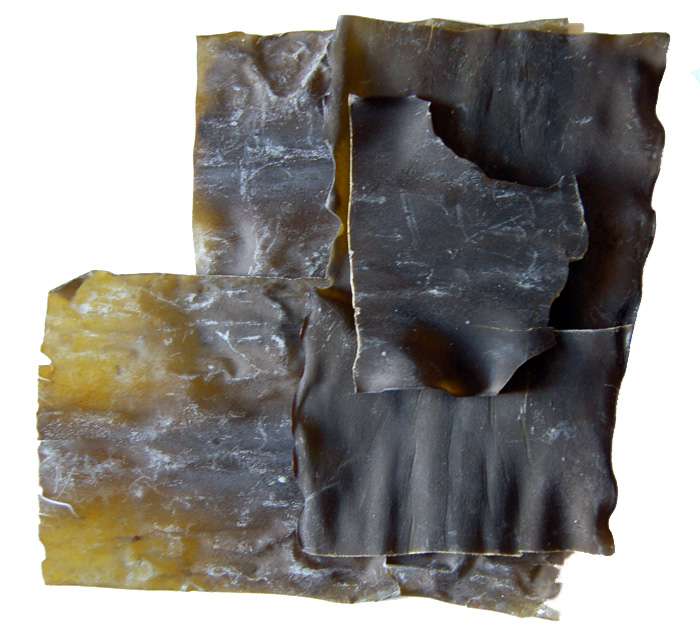
Saccharina japonica als Kombu

Der japanische Seetang ist die wichtigste Quelle für Kombu und wird seit dem achtzehnten Jahrhundert in Japan angebaut. Heute ist China der bedeutendste Hersteller, daneben wird die Art in Japan, Nord- und Südkorea und Russland angebaut. Weltweit lag die Erntemenge 2010 über fünf Millionen Tonnen.
Julia Lohmann forscht und lehrt an der Aalto-Universität in Helsinki. Sie nutzt unter anderem Seetang dieser Art für ihre Installationen und Skulpturen, womit sie auf ökologische Missstände und das Verhältnis zwischen Menschen und Natur aufmerksam machen möchte.

## Systematik
Innerhalb der Gattung der Saccharina, gibt es außer dem Saccharina japonica 16 weitere Arten, zu denen auch der ebenfalls essbare Zuckertang Saccharina latissima zählt.